# ذراع الزهي (حبيل جبر)

تعديل مصدري - تعديل

ذراع الزهي هي إحدى قرى عزلة حبيل جبر بمديرية حبيل جبر التابعة لمحافظة لحج، بلغ تعداد سكانها 62 نسمة حسب تعداد اليمن لعام 2004.